# Norbert Kamp
Norbert Kamp (Niese, 24 agosto 1927 – Braunschweig, 12 ottobre 1999) è stato uno storico tedesco, specialista di storia medievale, per molti anni presidente dell'Università di Gottinga.

## Biografia
Dopo aver conseguito il dottorato a Gottinga, Norbert Kamp fu borsista dell'Istituto Storico Germanico di Roma (Deutsches Historisches Institut in Rom) dal 1957 al 1961. Nel 1969 conseguì l'Habilitation all'insegnamento presso l'Università di Münster, e dal 1971 fu professore alla Technische Universität Braunschweig di cui fu rettore dal 1976 al 1978. Dal 1979 al 1992 fu anche presidente dell'Università di Gottinga. Nonostante gli impegni istituzionali, trovò il tempo per una notevole attività di conferenziere in Italia sulla storia dell'Meridione di età sveva, e quale autore di articoli.
Già nella sua tesi dottorale, Kamp si era messo in luce con un lavoro sugli Hohenstaufen. L'enfasi che egli ha posto negli studi sul Sud-Italia di epoca sveva fu una conseguenza del periodo in cui aveva soggiornato in Italia come borsista dell'Istituto Storico Germanico.
La sua opera più importante è Kirche und Monarchie im staufischen Königreich Sizilien (Chiesa e monarchia nel Regno svevo di Sicilia), di cui solo la prima parte prosopografica sui vescovi poté essere pubblicata.
Il suo lascito scientifico è conservato presso l'Istituto Storico tedesco e in un progetto finanziato e portato avanti dalla Fondazione Gerda Henkel (Gerda Henkel Stiftung).
Norbert Kamp è stato collaboratore dell'Istituto dell'Enciclopedia Italiana, con la redazione di voci che figurano nel Dizionario biografico degli italiani, nell'Enciclopedia dei Papi e nell'Enciclopedia Federiciana, tra cui, nelle prime due opere, anche la voce su Federico II di Svevia.

## Opere
- (con Dieter Girgensohn) Urkunden und Inquisitionen der Stauferzeit aus Tarent, in "Quellen und Forschungen aus italienischen Archiven und Bibliotheken", XLI (1961), pp. 158–203;
- Istituzioni comunali in Viterbo nel medioevo. 1. Consoli, podestà, balivi e capitani nei secoli 12° e 13°, Agnesotti, Viterbo 1963;
- Vom Kämmerer zum Sekreten. Wirtschaftsreformen und Finanzverwaltung im staufischen Königreich Sizilien, in Probleme um Friedrich II, a cura di J. Fleckenstein, Sigmaringen 1974, pp. 56 ss.;
- Kirche und Monarchie im staufischen Königreichen Sizilien. I: Prosopographische Grundlegung: Bistümer und Bischöfe des Königreichs 1194–1266, 4 voll. (Münstersche Mittelalter-Schriften, 10. I,1-4)
  - 1: Abruzzen und Kampanien, München 1973
  - 2: Apulien und Kalabrien, München 1975
  - 3: Sizilien, München 1975
  - 4: Nachtrage und Berichtigungen, Register und Verzeichnisse, München 1982
- Politica ecclesiastica e struttura sociale nel regno svevo di Sicilia, in Archivio storico per le province napoletane, XCV (1977), pp. 9–20;
- Tradition als historische Kraft: Interdisziplinäre Forschungen zur Geschichte des frühen Mittelalters, (curatela con Joachim Wollasch e M. Balzer), Walter de Gruyter, Berlin - New York 1982. ISBN 978-3-11-008237-1
- Monarchia ed episcopato nel Regno svevo di Sicilia, in Potere, società e popolo nell'età sveva. Atti delle VI giornate normanno-sveve (Bari-Castel del Monte-Melfi, 17-20 ottobre 1983), Bari 1985, pp. 123 ss.;
- Gli Amalfitani al servizio della monarchia nel periodo svevo del regno di Sicilia, in Documenti e realtà nel Mezzogiorno italiano in età medievale e moderna. Atti delle Giornate di studio in memoria di Jole Mazzoleni (Amalfi, 10-12 dicembre 1993), Amalfi 1995, pp. 9–37;
- Ascesa, funzione e fortuna dei funzionari scalesi nel Regno Meridionale del sec. XIII, in Scala nel Medioevo. Atti del convegno di studi (Scala, 27-28 ottobre 1995), Amalfi 1996, pp. 33–59;
- Friedrich II (curatela con Arnold Esch), Max Niemeyer Verlag, Tübingen 1996;
- Federico II e il Mezzogiorno: la costruzione sveva, in Mezzogiorno - Federico II - Mezzogiorno. Atti del Convegno internazionale di studio (Potenza-Avigliano-Castel Lagopesole-Melfi, 18-23 ottobre 1994), a cura di C.D. Fonseca, Roma 1999, pp.
- "Moneta regis". Königliche Münzstätten und königliche Münzpolitik in der Stauferzeit (Monumenta Germaniae Historica. Schriften 55), Hannover 2006 (in parte basata sulla sua Dissertazione dottorale a Gottinga nel 1957). ISBN 3-7752-5755-1